# Thomas Saalfeld

Thomas Saalfeld

Thomas Saalfeld (* 24. Juni 1960) ist ein deutscher Parlaments-, Repräsentations- und Koalitionsforscher, der als Professor Inhaber des Lehrstuhls für Vergleichende Politikwissenschaft an der Otto-Friedrich-Universität Bamberg ist. Seit dem Jahr 2020 ist er zudem Vizepräsident für Forschung und wissenschaftlichen Nachwuchs an der Universität Bamberg.
Des Weiteren ist er Sprecher der Bamberg Graduate School of Social Sciences (BAGSS), Vertrauensdozent der Friedrich-Naumann-Stiftung für die Freiheit und Managing Editor der politikwissenschaftlichen Fachzeitschrift „German Politics“.

## Biographie
Nach einem Studium der Politikwissenschaft, Neueren Geschichte und Kommunikationswissenschaft an der Ludwig-Maximilians-Universität München (LMU) (1980–1983 sowie 1984–1987) und der University of Hull (1983–1984) war er von 1987 bis 1991 Wissenschaftlicher Mitarbeiter an der Universität der Bundeswehr München. 1992 bis 1993 war Thomas Saalfeld Lecturer in Politikwissenschaft an der University of Hull, bevor er 1993 an der LMU zum Doktor (Dr. phil.) promoviert wurde.
Nach der erfolgreichen Dissertation arbeitete er 1993 bis 1995 als Wissenschaftlicher Mitarbeiter am Institut für Soziologie (Makrosoziologie) an der Technischen Universität Dresden.
In der Zeit zwischen 1996 und 2009 war er an der University of Kent at Canterbury als Lecturer, Senior Lecturer, Reader und schließlich Professor in Politikwissenschaft tätig. In diese Zeit fiel 2008 auch eine einsemestrige Lehrstuhlvertretung in Politikwissenschaft an der Universität Mannheim. Seit 2009 hat er die Professur für Vergleichende Politikwissenschaft an der Otto-Friedrich-Universität Bamberg inne.
Thomas Saalfeld ist Sprecher der im Rahmen der Exzellenzinitiative geförderten Bamberg Graduate School of Social Sciences (BAGSS), Vertrauensdozent der Friedrich-Naumann-Stiftung für die Freiheit an der Universität Bamberg und Managing Editor der politikwissenschaftlichen Fachzeitschrift German Politics.

## Forschungsprojekte
Saalfeld hat sich mit Parlaments-, Parteien-, Koalitions und international vergleichender Politikforschung befasst. Sein Lehrstuhl forscht zu den Themen:
- Economic Crises and Cabinet Stability in European Democracies 1919–2009
- Bargaining and Conflict Management in German Coalition Politics
- Parliamentary Questions as a Means of Political Communication
- Representation of Ethnic Minorities in Parliaments of Liberal Democracies

## Publikationen
Zu seinen Publikationen zählen unter anderem:
- The Political Representation of Immigrants and Minorities: Voters, parties and parliaments in liberal democracies (herausgegeben mit Karen Bird und Andreas M. Wüst). Routledge, London 2011, ISBN 978-0-415-49272-0.
- Parteien und Wahlen. Nomos, Baden-Baden 2007, ISBN 3-8329-1064-6.
- Großbritannien: Eine politische Landeskunde. Leske und Budrich, Opladen 1998, ISBN 3-8100-2062-1.
- Parteisoldaten und Rebellen: Eine Untersuchung zur Geschlossenheit der Fraktionen im Deutschen Bundestag (1949–1990). Leske und Budrich, Opladen 1995, ISBN 3-8100-1376-5.
- Das britische Unterhaus 1965 bis 1986: Ein Parlament im Wandel (= Beiträge zur Politikwissenschaft. Ausgabe 36). Peter Lang, Frankfurt am Main 1988, ISBN 3-8204-0145-8.
- Members of Parliament in Western Europe: Roles and Behaviour (herausgegeben mit Wolfgang C. Müller). Frank Cass, London 1997, ISBN 0-7146-4821-3.[4]

## Belege
1. ↑  Lebenslauf. Abgerufen am 4. April 2023.
2. ↑  Seite des Vizepräsidenten für Forschung und wissenschaftlichen Nachwuchs auf der Website der Otto-Friedrich-Universität Bamberg
3. 1 2 3 4  Seite seines Lehrstuhls
4. ↑  Publikationsliste (PDF; 84 kB)

| Personendaten    | Personendaten                                  |
| ---------------- | ---------------------------------------------- |
| NAME             | Saalfeld, Thomas                               |
| KURZBESCHREIBUNG | deutscher Parteienforscher und Hochschullehrer |
| GEBURTSDATUM     | 24. Juni 1960                                  |